# Інтернет-трафік
Інтернет-трафік (англ. traffic — «рух», «вантажообіг») — обсяг інформації, переданої через комп'ютерну мережу за певний період часу. Кількість трафіку вимірюється як в пакетах, так і в бітах, байтах і їх похідних: кілобайт (КБ), мегабайт (МБ) і т. д.
Трафік поділяється на:
- вихідний (інформація, яка надходить в зовнішню мережу);
- вхідний (інформація, яка надходить із зовнішнього мережі);
- внутрішній (в межах певної мережі, найчастіше локальної);
- зовнішній (за межами певної мережі, найчастіше — інтернет-трафік).

Програми, які здійснюють підрахунок мережевого трафіку: TMeter, BWMeter, NetWorx, DU Meter, NetTraffic, NetBalancer.